# Damernas K-2 500 meter i kanotsport vid olympiska sommarspelen 1976
Damernas K-2 500 meter vid olympiska sommarspelen 1976 hölls på Île Notre-Dame i Montréal. 

## Medaljörer
| Gren          | Guld                                   | Silver                           | Brons                                   |
| K-2 500 meter | Sovjetunionen Nina Gopova Galina Kreft | Ungern Anna Pfeffer Klára Rajnai | Östtyskland Bärbel Köster Carola Zirzow |

## Resultat

### Heat
| Heat 1 |                                                    |         |    |
| 1.     | Nina Gopova och Galina Kreft (URS)                 | 1:54,49 | QS |
| 2.     | Nastasia Nichitov och Agafia Orlov (ROU)           | 1:59,33 | QS |
| 3.     | Maria Kazanecka och Katarzyna Kulczak (POL)        | 2:01,45 | QS |
| 4.     | Susan Holloway och Anne Dodge (CAN)                | 2:03,50 | QR |
| 5.     | Sylvaine Deltour och Anne-Marie Loriot (FRA)       | 2:06,12 | QR |
| 6.     | Catherine Burelle och Marleen Kuppens (BEL)        | 2:10,48 | QR |
| 7.     | Helen Jacobsohn och Sue Whitebrook (AUS)           | 2:10,62 | QR |
| Heat 2 |                                                    |         |    |
| 1.     | Bärbel Köster och Carola Zirzow (GDR)              | 1:52,67 | QS |
| 2.     | Anna Pfeffer och Klára Rajnai (HUN)                | 1:54,25 | QS |
| 3.     | Barbara Lewe-Pohlmann och Heiderose Wallbaum (FRG) | 1:55,59 | QS |
| 4.     | Linda Dragan och Ann Turner (USA)                  | 1:59,32 | QR |
| 5.     | Anastázie Hajná och Jindřiška Řeháčková (TCH)      | 1:59,45 | QR |
| 6.     | Pauline Goodwin och Hilary Peacock (GBR)           | 2:00,34 | QR |
| 7.     | Mariya Mincheva och Natasha Petrova (BUL)          | 2:00,52 | QR |

### Återkval
| Återkval 1 |                                               |         |    |
| 1.         | Susan Holloway och Anne Dodge (CAN)           | 1:55,63 | QS |
| 2.         | Mariya Mincheva och Natasha Petrova (BUL)     | 1:56,60 | QS |
| 3.         | Anastázie Hajná och Jindřiška Řeháčková (TCH) | 1:58,97 | QS |
| 4.         | Catherine Burelle och Marleen Kuppens (BEL)   | 2:00,44 |    |
| Återkval 2 |                                               |         |    |
| 1.         | Linda Dragan och Ann Turner (USA)             | 1:59,15 | QS |
| 2.         | Sylvaine Deltour och Anne-Marie Loriot (FRA)  | 2:00,70 | QS |
| 3.         | Pauline Goodwin och Hilary Peacock (GBR)      | 2:01,68 | QS |
| 4.         | Helen Jacobsohn och Sue Whitebrook (AUS)      | 2:03,87 |    |

### Semifinaler
| Semifinal 1 |                                                    |         |    |
| 1.          | Nina Gopova och Galina Kreft (URS)                 | 1:54,70 | QF |
| 2.          | Barbara Lewe-Pohlmann och Heiderose Wallbaum (FRG) | 1:55,31 | QF |
| 3.          | Anastázie Hajná och Jindřiška Řeháčková (TCH)      | 1:56,45 | QF |
| 4.          | Linda Dragan och Ann Turner (USA)                  | 1:57,10 |    |
| Semifinal 2 |                                                    |         |    |
| 1.          | Bärbel Köster och Carola Zirzow (GDR)              | 1:50,56 | QF |
| 2.          | Mariya Mincheva och Natasha Petrova (BUL)          | 1:53,29 | QF |
| 3.          | Maria Kazanecka och Katarzyna Kulczak (POL)        | 1:53,50 | QF |
| 4.          | Sylvaine Deltour och Anne-Marie Loriot (FRA)       | 1:55,75 |    |
| Semifinal 3 |                                                    |         |    |
| 1.          | Anna Pfeffer och Klára Rajnai (HUN)                | 1:52,51 | QF |
| 2.          | Nastasia Nichitov och Agafia Orlov (ROU)           | 1:53,38 | QF |
| 3.          | Susan Holloway och Anne Dodge (CAN)                | 1:56,83 | QF |
| 4.          | Pauline Goodwin och Hilary Peacock (GBR)           | 1:59,53 |    |

### Final
| Gold   | Nina Gopova och Galina Kreft (URS)                 | 1:51,15 |
| Silver | Anna Pfeffer och Klára Rajnai (HUN)                | 1:51,69 |
| Bronze | Bärbel Köster och Carola Zirzow (GDR)              | 1:51,81 |
| 4.     | Nastasia Nichitov och Agafia Orlov (ROU)           | 1:53,77 |
| 5.     | Barbara Lewe-Pohlmann och Heiderose Wallbaum (FRG) | 1:53,86 |
| 6.     | Maria Kazanecka och Katarzyna Kulczak (POL)        | 1:55,05 |
| 7.     | Mariya Mincheva och Natasha Petrova (BUL)          | 1:55,95 |
| 8.     | Susan Holloway och Anne Dodge (CAN)                | 1:56,75 |
| 9.     | Anastázie Hajná och Jindřiška Řeháčková (TCH)      | 1:59,65 |